# Avenija
Avenija (franc. avenue) (često i bulevar) je prilazni put do trga, zgrade, dvorca i slično, a također i put kojim se dolazi u neki grad. U današnjim gradovima su to široke ulice (često s drvoredom) koje povezuju ili vode do nekog važnog dijela grada.